# Університет театрального та кінематографічного мистецтва
Університет театрального та кінематографічного мистецтва (угор. Színház- és Filmművészeti Egyetem) — університет у столиці Угорщини Будапешті, головний зво цієї спеціалізації в країні. Вважається однією з найкращих театральних шкіл Угорщини.

## Історія
Засновано 2 січня 1865 року, коли у звичайній 3-кімнатній квартирі біля Національного театру в Пешті відкрилися перші курси акторської майстерності в Угорщині. У перший рік функціонування на новостворених курсах навчалося 28 драматичних акторів та 37 студентів опери. Перші студенти проходили «вступне випробування» протягом 6-8 тижнів, після чого педагоги вирішували, хто продовжуватиме навчання, а хто ні. Жінки та чоловіки в системі освіти Угорщини навчалися тоді окремо.
Перші тридцять років акторської освіти в Угорщині пов'язані з ім'ям Еде Паулея, відомого режисера та керівника Національного театру. Під час педагогічної діяльності він заклав основи угорської акторської освіти. Школа швидко виросла і 1875 року її переведено в зручніше приміщення в житловому корпусі Національного театру. Проте публічні іспити, спектаклі та шоу проходили на майданчиках Національного театру.
1893 року Національну Угорську королівську академію музики і драми реорганізовано в Музичну академію, яка готувала тільки оперних співаків. 1905 року від академії відокремилася Академія драми, яка знайшла постійний «дім», де Університет театрального та кінематографічного мистецтва розташовується донині. Тут діють навчальні класи та розташований студентський театр.
Від 2000 року діє як університет. Нинішній ректор — Ласло Упор.

## Ректори
- Михалович, Еден Петер Йожеф фон[en] (1881—1893)
- Еде Паулей[hu] (1893—1894)
- Золтан Варконі (1972—1979)
- Дьордь Іллеш[hu] (1989—1991)

## Відомі випускники та викладачі
- Геза Абоньї
- Німрод Антал
- Лайош Балажович
- Андраш Балінт
- Петер Бачо
- Александра Борбей
- Іштван Гааль
- Пал Ґабор
- Петер Готар
- Янош Держи
- Вилмош Жигмонд
- Мартон Келеті
- Еміль Кереш
- Франтішек Криштоф-Весели
- Ласло Ковач
- Лайош Кольтаї
- Ференц Коша
- Дьюла Маар
- Карой Макк
- Лілі Монорі
- Янош Ньїрі
- Дьордь Палфі
- Жужа Радноті
- Дьордь Ревес
- Геза Реріг
- Янош Сас
- Іштван Сабо
- Бела Тарр
- Марі Теречік
- Оршойя Тот
- Золтан Фабрі
- Віолетта Феррарі
- Шандор Хевеші
- Іштван Хорваї
- Пал Шандор
- Шандор Шара
- Міклош Янчо